# Inflammatoriska tarmsjukdomar
Inflammatoriska tarmsjukdomar, eller IBD från engelskans inflammatory bowel disease, är en grupp inflammatoriska tillstånd i tjocktarmen och i vissa fall tunntarmen utan påvisbar infektion. De ska inte blandas ihop med IBS (irritable bowel syndrome), vilken är mindre allvarlig.

## Olika former
De två i särklass vanligaste formerna är Crohns sjukdom och ulcerös kolit. De drabbar cirka 3 000 personer varje år i Sverige och kan debutera i alla åldrar, men oftast mellan 15 och 30 års ålder. Orsaken är okänd, men en kombination av arvsanlag och kroppens eget immunförsvar anses spela en viktig roll, liksom miljön i tarmen.

## Symtom
Diarré är det vanligaste symtomet vid IBD. Buksmärta, blodiga avföringar, viktnedgång och feber kan också förekomma. Sjukdomen kommer och går i perioder. Symtomen vid icke-inflammatorisk tarmsjukdom, IBS, kan vara likartade. IBD och IBS kan skiljas åt med olika tester.

## När ska man söka vård?
Vid blod i avföringen, eller besvär från tarmen som funnits ett tag utan att gå över, ska man söka läkare på vårdcentral. Den som har magsmärtor som inte avtar, feber och blod i avföringen eller fler diarréer än tidigare ska söka vård direkt på en vårdcentral eller akutmottagning. Det gäller också personer som vet att de har IBD och som blir sämre i sin sjukdom. Den som redan är knuten till en mag-tarmmottagning bör kontakta denna. Man kan alltid ringa Sjukvårdsrådgivningen för råd, på telefonnummer 1177.

## Undersökningar
Ett sätt att skilja inflammatorisk tarmsjukdom från mindre allvarliga icke-inflammatoriska tarmbesvär, är att lämna avföringsprov för analys av så kallat kalprotektin. Innan ett sådant prov tas ska andra orsaker till tarmbesvären ha uteslutits, till exempel mag-tarminfektion och glutenintolerans. Symtom som blod i avföringen, viktnedgång och feber ska inte heller förekomma vid provtagning.
Kalprotektin är ett protein som produceras vid inflammation i tarmen. Det fungerar som markör vid inflammatoriska sjukdomar som IBD, och kan korta tiden till diagnos och göra att färre personer behöver genomgå koloskopi av tarmen.
Vid koloskopi, ibland kallad kikarundersökning, för läkaren in ett böjligt instrument i tjocktarmen samt nedre delen av tunntarmen, och granskar tarmens slemhinna samtidigt som prover tas.

## Förebygga besvär
Det är inte möjligt att förebygga att man får inflammatorisk tarmsjukdom, men att sluta röka är det viktigaste man kan göra själv för att må bättre om man fått sjukdomen.
Ändrade levnadsvanor kan ibland lindra besvären, till exempel att stressa mindre, sova mer och hålla sig till en viss diet. Matens betydelse för sjukdomen varierar från person till person, men det är alltid viktigt att äta allsidigt och näringsriktigt. Alkohol, liksom fet eller starkt kryddad mat, kan göra att tarmen fungerar sämre.

## Behandling
Inflammatoriska tarmsjukdomar kräver ibland kraftig medicinering och kirurgiska ingrepp. Det är viktigt att söka hjälp vid besvär för att få lämplig behandling.